# Bursa van Fabricius

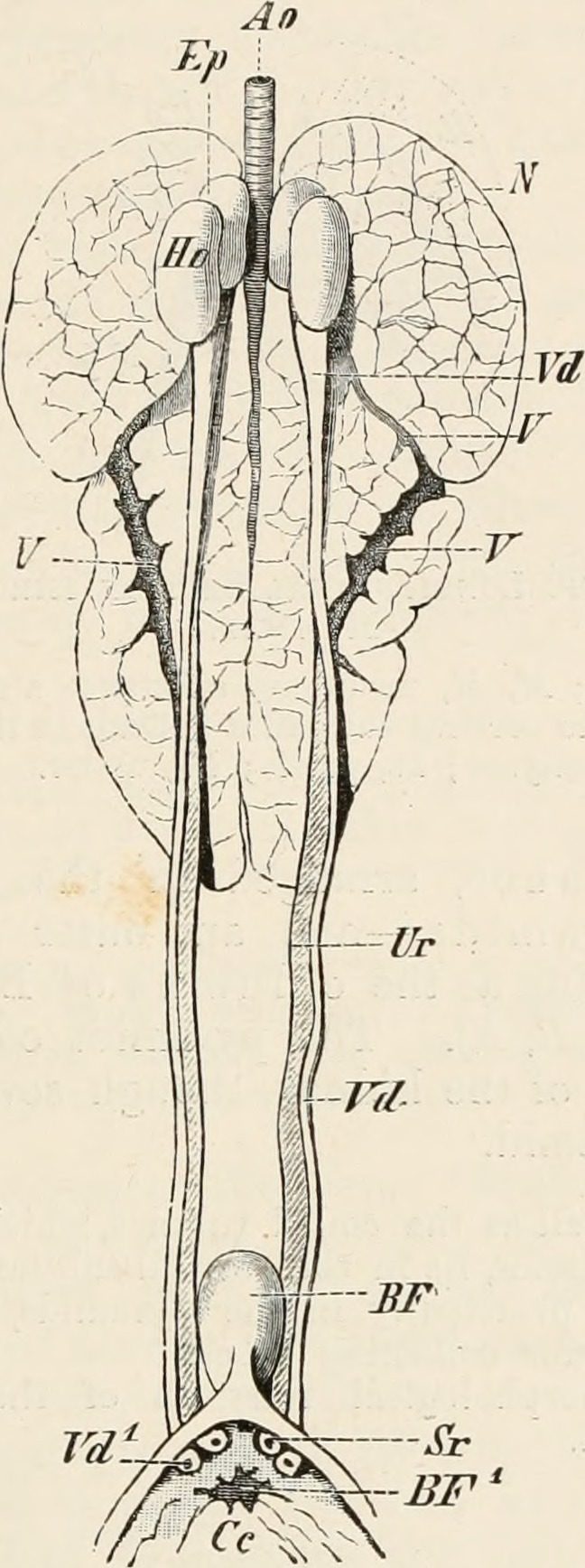

De bursa van Fabricius of bursa Fabricii is een orgaan dat in vogels belangrijk is voor de aanmaak van B-lymfocyten. Het orgaan is vernoemd naar Hieronymus Fabricius ab Aquapendente (1533-1619).
De B-cel ontleent zijn naam dan ook aan de bursa van Fabricius.
De bursa van Fabricius komt slechts bij vogels voor en niet bij zoogdieren.
Bij pluimvee komt de ziekte infectieuze bursitis voor, waarbij een birnavirus zich vermenigvuldigt in de bursa.